# Viaje papal

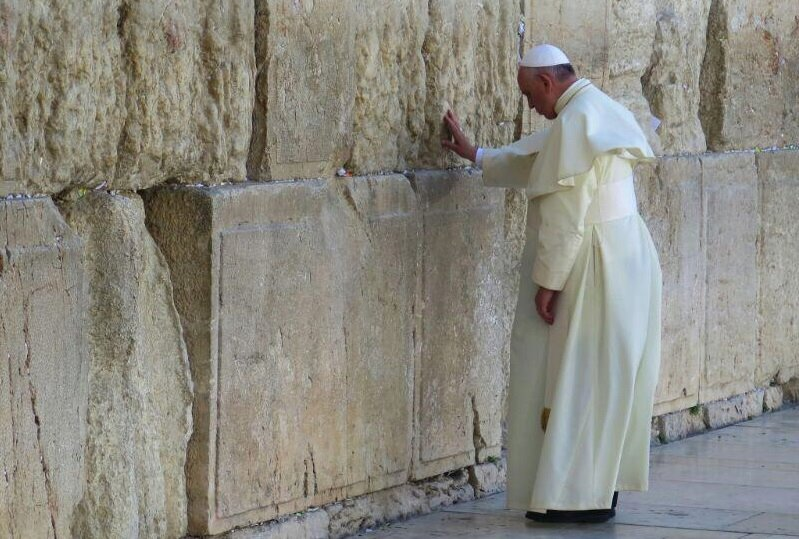
El papa Francisco en el Muro de las Lamentaciones en Jerusalén, 2014

Los viajes papales fuera de Roma han sido históricamente raros, y los viajes voluntarios no existían durante los primeros 500 años. El Papa Juan Pablo II (1978-2005) emprendió más viajes apostólicos que todos sus predecesores juntos. Pablo VI (1963-1978), Benedicto XVI (2005-2013) y Francisco (2013-2025) también viajaron a nivel mundial.
Los papas residieron fuera de Roma (principalmente en Viterbo, Orvieto y Perugia) durante el siglo XIII, y luego escaparon a Francia durante el Papado de Aviñón (1309-1378). Además, 28 elecciones papales se han celebrado fuera de Roma, en Terracina (1088), Cluny (1119), Velletri (1181), Verona (1185), Ferrara (octubre de 1187), Pisa (diciembre de 1187), Perugia (1216, 1264-1265, 1285, 1292-1294, 1304-1305), Anagni (1243), Nápoles (1254, 1294), Viterbo (1261, 1268-1271, julio de 1276, agosto-septiembre de 1276, 1277, 1281-1282), Arezzo (enero de 1276), Carpentras/Lyon (1314-1316), Aviñón (1334, 1342, 1352, 1362, 1370), Constanza (1417) y Venecia (1799-1800).

## Viajes papales antiguos

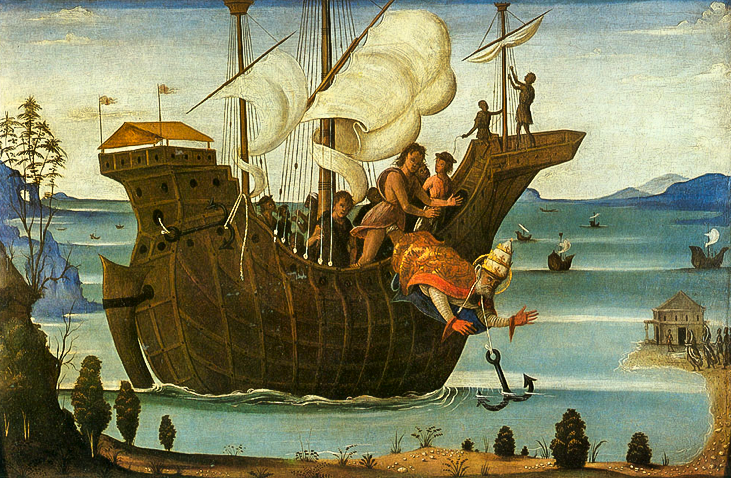
Clemente I en el momento de su martirio

Durante siglos, los Papas permanecían principalmente en los Estados Pontificios concentrando ahí sus funciones. De acuerdo a la estructura de la Iglesia, la cual implica la presencia de altos representantes que tenían una influencia marcada con la realeza y el poder político en cada país o imperio, el sumo pontífice no tenía necesidad, ni a veces la posibilidad, de salir de Roma.
El papa Clemente I fue exiliado al Quersoneso Táurico por el emperador romano Trajano y luego martirizado en el Mar Negro, según textos apócrifos de alrededor de 99. El Papa Ponciano (230-235) murió exiliado en Cerdeña, pero renunció a su pontificado antes de abandonar la ciudad. El papa Cornelio (251-253) murió después de un año de exilio en Civitavecchia, a 80 km de Roma. El Papa Liberio (352-366) fue el primer papa que se alejó de la ciudad durante su pontificado cuando fue exiliado a Berea en Tracia por el emperador romano Constancio II. El papa Inocencio I (401-417) estaba en Rávena en la corte imperial tratando de hacer negociaciones con el rey visigodo Alarico I, quien terminó saqueando Roma el 24 de agosto de 410, mientras que el papa León I (440-461) se encontró en 452 en la ciudad de Mantua con Atila, el rey de los hunos, en el episodio más conocido de su pontificado, para convencerlo de que detuviera su invasión del norte de Italia. 
El Papa Juan I (523-526) se convirtió en el primer papa que voluntariamente viajó fuera de Roma cuando zarpó para Constantinopla en 523, como delegado de Teodorico el Grande. Además de Juan I, el papa Vigilio (537-555) en 547 (llamado por Justiniano I para dar cuenta de su negativa a firmar los cánones del Concilio de Calcedonia), el Papa Agatón (678-681) en 680 (asistiendo al Tercer Concilio de Constantinopla), y el Papa Constantino en 710 (llamado por Justiniano II) también visitaron Constantinopla; mientras que el Papa Martín I (649-653) fue secuestrado allí para ser juzgado en 653 siguiendo el Concilio Lateranense de 649. Constantino fue el último papa que visitó Constantinopla hasta que Pablo VI volvió a hacerlo en 1967.
El Papa Esteban II (752-757) se convirtió en el primer Papa en cruzar los Alpes en 752 para coronar a Pipino el Breve. Esto lo convirtió en el primer papa en visitar el imperio Franco. El papa Gregorio IV (827-844) viajó a Francia en 833, así como el papa Juan VIII (872-882) en 878, y el papa León IX (1049-1054) viajó a Francia el 29 de septiembre de 1049. El siguiente papa en visitar Francia fue Urbano II (1088- 1099), que celebró sínodos en Amalfi, Benevento y Troia, viajando posteriormente a Valence y Le Puy en su camino al Concilio de Clermont en Clermont-Ferrand (1095), donde convocó la Primera Cruzada. El Papa Pío VII (1800-1823) estuvo en París en 1804 para la Coronación de Napoleón.
El Papa Benedicto VIII (1012-1024) visitó Bamberg el 14 de abril de 1020. Ningún papa había visitado las fronteras de la Alemania moderna durante 150 años. León IX (1049-1054) también viajó a través de las fronteras modernas de Alemania. Probablemente la última visita del Papa al Sacro Imperio Romano Germánico fue en 1782, cuando el Papa Pío VI visitó al emperador José II en Viena y Munich.

## Viajes papales modernos

### En Italia
El 4 de octubre de 1962, Juan XXIII visitó las ciudades de Loreto y Asís. Fue la primera vez desde 1857 que un papa salió de Roma. Desde entonces, los papas han recorrido varias partes de Italia. Dentro de los viajes apostólicos dentro de Italia, se destaca un viaje que hizo Juan Pablo II el 27 de octubre de 1986 a Asís, para tener un encuentro con líderes de distintas religiones en una oración por la paz.

### Fuera de Italia
Pablo VI fue el primero en viajar en avión como papa, el primero en salir de Italia desde 1809, y el primero en visitar el hemisferio occidental, África, Oceanía y Asia como papa.
Juan Pablo II viajó más kilómetros como papa que todos sus predecesores, y como resultado fue visto en persona por más gente que cualquier otro en la historia. Recorrió 1.200.000 kilómetros, lo que supone 29 veces la vuelta al mundo y más de tres veces la distancia entre la Tierra y la Luna.
|  |  |
|  |  |

### Tabla de destinos fuera de Italia (1964–actualidad)
La siguiente tabla enumera los viajes fuera de  Italia de los papas Paulo VI, Juan Pablo II, Benedicto XVI y Francisco.
| Región (según el Geoesquema de las Naciones Unidas) | País o territorio                       | NV | Papa y año de visita                                                                                         |
| --------------------------------------------------- | --------------------------------------- | -- | --- |
| África Central                                      | Angola                                  | 2  | Juan Pablo II 1992 / Benedicto XVI 2009                                                                      |
| África Central                                      | Camerún                                 | 3  | Juan Pablo II 1985, 1995 / Benedicto XVI 2009                                                                |
| África Central                                      | República Centroafricana                | 2  | Juan Pablo II 1985 / Francisco 2015                                                                          |
| África Central                                      | Chad                                    | 1  | Juan Pablo II 1990                                                                                           |
| África Central                                      | Congo                                   | 1  | Juan Pablo II 1980                                                                                           |
| África Central                                      | República Democrática del Congo         | 3  | Juan Pablo II 1980, 1985 / Francisco 2023                                                                    |
| África Central                                      | Guinea Ecuatorial                       | 1  | Juan Pablo II 1982                                                                                           |
| África Central                                      | Gabón                                   | 1  | Juan Pablo II 1982                                                                                           |
| África Central                                      | Santo Tomé y Príncipe                   | 1  | Juan Pablo II 1992                                                                                           |
| África Oriental                                     | Burundi                                 | 1  | Juan Pablo II 1990                                                                                           |
| África Oriental                                     | Kenia                                   | 4  | Juan Pablo II 1980, 1985, 1995 / Francisco 2015                                                              |
| África Oriental                                     | Madagascar                              | 2  | Juan Pablo II 1989 / Francisco 2019                                                                          |
| África Oriental                                     | Malawi                                  | 1  | Juan Pablo II 1989                                                                                           |
| África Oriental                                     | Mauricio                                | 2  | Juan Pablo II 1989 / Francisco 2019                                                                          |
| África Oriental                                     | Mozambique                              | 2  | Juan Pablo II 1988 / Francisco 2019                                                                          |
| África Oriental                                     | Reunión (Región de ultramar de Francia) | 1  | Juan Pablo II 1989                                                                                           |
| África Oriental                                     | Ruanda                                  | 1  | Juan Pablo II 1990                                                                                           |
| África Oriental                                     | Seychelles                              | 1  | Juan Pablo II 1986                                                                                           |
| África Oriental                                     | Sudán del Sur                           | 1  | Francisco 2023                                                                                               |
| África Oriental                                     | Tanzania                                | 1  | Juan Pablo II 1990                                                                                           |
| África Oriental                                     | Uganda                                  | 3  | Pablo VI 1969 / Juan Pablo II 1993 / Francisco 2015                                                          |
| África Oriental                                     | Zambia                                  | 1  | Juan Pablo II 1989                                                                                           |
| África Oriental                                     | Zimbabwe                                | 1  | Juan Pablo II 1988                                                                                           |
| África del Norte                                    | Egipto                                  | 2  | Juan Pablo II 2000 / Francisco 2017                                                                          |
| África del Norte                                    | Marruecos                               | 2  | Juan Pablo II 1985 / Francisco 2019                                                                          |
| África del Norte                                    | Sudán                                   | 1  | Juan Pablo II 1993                                                                                           |
| África del Norte                                    | Túnez                                   | 1  | Juan Pablo II 1996                                                                                           |
| África austral                                      | Botswana                                | 1  | Juan Pablo II 1988                                                                                           |
| África austral                                      | Swazilandia/Eswatini                    | 1  | Juan Pablo II 1988                                                                                           |
| África austral                                      | Lesotho                                 | 1  | Juan Pablo II 1988                                                                                           |
| África austral                                      | Sudáfrica                               | 2  | Juan Pablo II 1988, 1995                                                                                     |
| África Occidental                                   | Benín                                   | 3  | Juan Pablo II 1982, 1993 / Benedicto XVI 2011                                                                |
| África Occidental                                   | Burkina Faso                            | 2  | Juan Pablo II 1980, 1990                                                                                     |
| África Occidental                                   | Cabo Verde                              | 1  | Juan Pablo II 1990                                                                                           |
| África Occidental                                   | Gambia                                  | 1  | Juan Pablo II 1992                                                                                           |
| África Occidental                                   | Ghana                                   | 1  | Juan Pablo II 1980                                                                                           |
| África Occidental                                   | Guinea                                  | 1  | Juan Pablo II 1992                                                                                           |
| África Occidental                                   | Guinea Bissau                           | 1  | Juan Pablo II 1990                                                                                           |
| África Occidental                                   | Costa de Marfil                         | 3  | Juan Pablo II 1980, 1985, 1990                                                                               |
| África Occidental                                   | Mali                                    | 1  | Juan Pablo II 1990                                                                                           |
| África Occidental                                   | Nigeria                                 | 2  | Juan Pablo II 1982, 1998                                                                                     |
| África Occidental                                   | Senegal                                 | 1  | Juan Pablo II 1992                                                                                           |
| África Occidental                                   | Togo                                    | 1  | Juan Pablo II 1985                                                                                           |
| América Media                                       | Bahamas                                 | 1  | Juan Pablo II 1979                                                                                           |
| América Media                                       | Belice                                  | 1  | Juan Pablo II 1983                                                                                           |
| América Media                                       | Costa Rica                              | 1  | Juan Pablo II 1983                                                                                           |
| América Media                                       | Cuba                                    | 4  | Juan Pablo II 1998 / Benedicto XVI 2012 / Francisco 2015, 2016                                               |
| América Media                                       | Curazao                                 | 1  | Juan Pablo II 1990                                                                                           |
| América Media                                       | República Dominicana                    | 3  | Juan Pablo II 1979, 1984, 1992                                                                               |
| América Media                                       | El Salvador                             | 2  | Juan Pablo II 1983, 1996                                                                                     |
| América Media                                       | Guatemala                               | 3  | Juan Pablo II 1983, 1996, 2002                                                                               |
| América Media                                       | Haití                                   | 1  | Juan Pablo II 1983                                                                                           |
| América Media                                       | Honduras                                | 1  | Juan Pablo II 1983                                                                                           |
| América Media                                       | Jamaica                                 | 1  | Juan Pablo II 1993                                                                                           |
| América Media                                       | México                                  | 7  | Juan Pablo II 1979, 1990, 1993, 1999, 2002 / Benedicto XVI 2012 / Francisco 2016                             |
| América Media                                       | Nicaragua                               | 2  | Juan Pablo II 1983, 1996                                                                                     |
| América Media                                       | Panamá                                  | 2  | Juan Pablo II 1983 / Francisco 2019                                                                          |
| América Media                                       | Puerto Rico                             | 1  | Juan Pablo II 1984                                                                                           |
| América Media                                       | Santa Lucía                             | 1  | Juan Pablo II 1986                                                                                           |
| América Media                                       | Trinidad y Tobago                       | 1  | Juan Pablo II 1985                                                                                           |
| América Septentrional                               | Bermudas                                | 1  | Pablo VI 1968                                                                                                |
| América Septentrional                               | Canadá                                  | 4  | Juan Pablo II 1984, 1987, 2002 / Francisco 2022                                                              |
| América Septentrional                               | Estados Unidos                          | 10 | Pablo VI 1965 / Juan Pablo II 1979, 1981, 1984, 1987, 1993, 1995, 1999 / Benedicto XVI 2008 / Francisco 2015 |
| América del Sur                                     | Argentina                               | 2  | Juan Pablo II 1982, 1987                                                                                     |
| América del Sur                                     | Bolivia                                 | 2  | Juan Pablo II 1988 / Francisco 2015                                                                          |
| América del Sur                                     | Brasil                                  | 6  | Juan Pablo II 1980, 1982, 1991, 1997 / Benedicto XVI 2007 / Francisco 2013                                   |
| América del Sur                                     | Chile                                   | 2  | Juan Pablo II 1987 / Francisco 2018                                                                          |
| América del Sur                                     | Colombia                                | 3  | Pablo VI 1968 / Juan Pablo II 1986 / Francisco 2017                                                          |
| América del Sur                                     | Ecuador                                 | 2  | Juan Pablo II 1985 / Francisco 2015                                                                          |
| América del Sur                                     | Paraguay                                | 2  | Juan Pablo II 1988 / Francisco 2015                                                                          |
| América del Sur                                     | Perú                                    | 3  | Juan Pablo II 1985, 1988 / Francisco 2018                                                                    |
| América del Sur                                     | Uruguay                                 | 2  | Juan Pablo II 1987, 1988                                                                                     |
| América del Sur                                     | Venezuela                               | 2  | Juan Pablo II 1985, 1996                                                                                     |
| Asia Central                                        | Kazajistán                              | 2  | Juan Pablo II 2001 / Francisco 2022                                                                          |
| Asia Oriental                                       | Corea del Sur                           | 3  | Juan Pablo II 1984, 1989 / Francisco 2014                                                                    |
| Asia Oriental                                       | Hong Kong                               | 1  | Pablo VI 1970                                                                                                |
| Asia Oriental                                       | Japón                                   | 2  | Juan Pablo II 1981 / Francisco 2019                                                                          |
| Asia Oriental                                       | Mongolia                                | 1  | Francisco 2023                                                                                               |
| Asia del Sur                                        | Bangladesh                              | 3  | Pablo VI 1970 / Juan Pablo II 1986 / Francisco 2017                                                          |
| Asia del Sur                                        | India                                   | 3  | Pablo VI 1964 / Juan Pablo II 1986, 1999                                                                     |
| Asia del Sur                                        | Pakistán                                | 1  | Juan Pablo II 1981                                                                                           |
| Asia del Sur                                        | Sri Lanka                               | 3  | Pablo VI 1970 / Juan Pablo II 1995 / Francisco 2015                                                          |
| Sudeste Asiático                                    | Timor Oriental                          | 2  | Juan Pablo II 1989 / Francisco 2024                                                                          |
| Sudeste Asiático                                    | Indonesia                               | 3  | Pablo VI 1970 / Juan Pablo II 1989 / Francisco 2024                                                          |
| Sudeste Asiático                                    | Myanmar                                 | 1  | Francisco 2017                                                                                               |
| Sudeste Asiático                                    | Filipinas                               | 4  | Pablo VI 1970 / Juan Pablo II 1981, 1995 / Francisco 2015                                                    |
| Sudeste Asiático                                    | Singapur                                | 2  | Juan Pablo II 1986 / Francisco 2024                                                                          |
| Sudeste Asiático                                    | Tailandia                               | 2  | Juan Pablo II 1984 / Francisco 2019                                                                          |
| Asia Occidental                                     | Armenia                                 | 2  | Juan Pablo II 2001 / Francisco 2016                                                                          |
| Asia Occidental                                     | Azerbaiyán                              | 2  | Juan Pablo II 2002 / Francisco 2016                                                                          |
| Asia Occidental                                     | Bahrein                                 | 1  | Francisco 2022                                                                                               |
| Asia Occidental                                     | Chipre                                  | 2  | Benedicto XVI 2010 / Francisco 2021                                                                          |
| Asia Occidental                                     | Georgia                                 | 2  | Juan Pablo II 1999 / Francisco 2016                                                                          |
| Asia Occidental                                     | Irán                                    | 1  | Pablo VI 1970                                                                                                |
| Asia Occidental                                     | Irak                                    | 1  | Francisco 2021                                                                                               |
| Asia Occidental                                     | Israel                                  | 4  | Pablo VI 1964 / Juan Pablo II 2000 / Benedicto XVI 2009 / Francisco 2014                                     |
| Asia Occidental                                     | Jordania                                | 4  | Pablo VI 1964 / Juan Pablo II 2000 / Benedicto XVI 2009 / Francisco 2014                                     |
| Asia Occidental                                     | Líbano                                  | 3  | Pablo VI 1964 / Juan Pablo II 1997 / Benedicto XVI 2012                                                      |
| Asia Occidental                                     | Palestina                               | 3  | Juan Pablo II 2000 / Benedicto XVI 2009 / Francisco 2014                                                     |
| Asia Occidental                                     | Siria                                   | 1  | Juan Pablo II 2001                                                                                           |
| Asia Occidental                                     | Turquía                                 | 4  | Pablo VI 1967 / Juan Pablo II 1979 / Benedicto XVI 2006 / Francisco 2014                                     |
| Asia Occidental                                     | Emiratos Árabes Unidos                  | 1  | Francisco 2019                                                                                               |
| Europa Oriental                                     | Bulgaria                                | 2  | Juan Pablo II 2002 / Francisco 2019                                                                          |
| Europa Oriental                                     | República Checa                         | 3  | Juan Pablo II 1995, 1997 / Benedicto XVI 2009                                                                |
| Europa Oriental                                     | Checoslovaquia                          | 1  | Juan Pablo II 1990                                                                                           |
| Europa Oriental                                     | Hungría                                 | 4  | Juan Pablo II 1991, 1996 / Francisco 2021, 2023                                                              |
| Europa Oriental                                     | Polonia                                 | 11 | Juan Pablo II 1979, 1983, 1987, 1991 (2), 1995, 1997, 1999, 2002 / Benedicto XVI 2006 / Francisco 2016       |
| Europa Oriental                                     | Rumania                                 | 2  | Juan Pablo II 1999 / Francisco 2019                                                                          |
| Europa Oriental                                     | Eslovaquia                              | 3  | Juan Pablo II 1995, 2003 / Francisco 2021                                                                    |
| Europa Oriental                                     | Ucrania                                 | 1  | Juan Pablo II 2001                                                                                           |
| Europa Septentrional                                | Dinamarca                               | 1  | Juan Pablo II 1989                                                                                           |
| Europa Septentrional                                | Estonia                                 | 2  | Juan Pablo II 1993 / Francisco 2018                                                                          |
| Europa Septentrional                                | Finlandia                               | 1  | Juan Pablo II 1989                                                                                           |
| Europa Septentrional                                | Islandia                                | 1  | Juan Pablo II 1989                                                                                           |
| Europa Septentrional                                | Letonia                                 | 2  | Juan Pablo II 1993 / Francisco 2018                                                                          |
| Europa Septentrional                                | Lituania                                | 2  | Juan Pablo II 1993 / Francisco 2018                                                                          |
| Europa Septentrional                                | Noruega                                 | 1  | Juan Pablo II 1989                                                                                           |
| Europa Septentrional                                | Suecia                                  | 2  | Juan Pablo II 1989 / Francisco 2016                                                                          |
| Europa Septentrional                                | Reino Unido                             | 2  | Juan Pablo II 1982 / Benedicto XVI 2010                                                                      |
| Europa meridional                                   | Albania                                 | 2  | Juan Pablo II 1993 / Francisco 2014                                                                          |
| Europa meridional                                   | Bosnia-Herzegovina                      | 3  | Juan Pablo II 1997, 2003 / Francisco 2015                                                                    |
| Europa meridional                                   | Croacia                                 | 4  | Juan Pablo II 1994, 1998, 2003 / Benedicto XVI 2011                                                          |
| Europa meridional                                   | Grecia                                  | 3  | Juan Pablo II 2001 / Francisco 2016, 2021                                                                    |
| Europa meridional                                   | Macedonia del Norte                     | 1  | Francisco 2019                                                                                               |
| Europa meridional                                   | Malta                                   | 5  | Juan Pablo II 1990 (2), 2001 / Benedicto XVI 2010 / Francisco 2022                                           |
| Europa meridional                                   | Portugal                                | 8  | Pablo VI 1967 / Juan Pablo II 1982, 1983, 1991, 2000 / Benedicto XVI 2010 / Francisco 2017, 2023             |
| Europa meridional                                   | San Marino                              | 2  | Juan Pablo II 1982 / Benedicto XVI 2011                                                                      |
| Europa meridional                                   | Eslovenia                               | 2  | Juan Pablo II 1996, 1999                                                                                     |
| Europa meridional                                   | España                                  | 8  | Juan Pablo II 1982, 1984, 1989, 1993, 2003 / Benedicto XVI 2006, 2010, 2011                                  |
| Europa Occidental                                   | Austria                                 | 4  | Juan Pablo II 1983, 1988, 1998 / Benedicto XVI 2007                                                          |
| Europa Occidental                                   | Bélgica                                 | 3  | Juan Pablo II 1985, 1995 / Francisco 2024                                                                    |
| Europa Occidental                                   | Francia                                 | 11 | Juan Pablo II 1980, 1983, 1986, 1988, 1996, 1997, 2004 / Benedicto XVI 2008 / Francisco 2014, 2023, 2024     |
| Europa Occidental                                   | Alemania                                | 6  | Juan Pablo II 1980, 1987, 1996 / Benedicto XVI 2005, 2006, 2011                                              |
| Europa Occidental                                   | Irlanda                                 | 2  | Juan Pablo II 1979 / Francisco 2018                                                                          |
| Europa Occidental                                   | Liechtenstein                           | 1  | Juan Pablo II 1985                                                                                           |
| Europa Occidental                                   | Luxemburgo                              | 2  | Juan Pablo II 1985 / Francisco 2024                                                                          |
| Europa Occidental                                   | Holanda                                 | 1  | Juan Pablo II 1985                                                                                           |
| Europa Occidental                                   | Suiza                                   | 6  | Pablo VI 1969 / Juan Pablo II 1982, 1984, 1985, 2004 / Francisco 2018                                        |
| Oceanía                                             | Samoa Americana                         | 1  | Pablo VI 1970                                                                                                |
| Oceanía                                             | Australia                               | 4  | Pablo VI 1970 / Juan Pablo II 1986, 1995 / Benedicto XVI 2008                                                |
| Oceanía                                             | Fiji                                    | 1  | Juan Pablo II 1986                                                                                           |
| Oceanía                                             | Guam                                    | 1  | Juan Pablo II 1981                                                                                           |
| Oceanía                                             | Nueva Zelanda                           | 1  | Juan Pablo II 1986                                                                                           |
| Oceanía                                             | Papúa Nueva Guinea                      | 3  | Juan Pablo II 1984, 1995 / Francisco 2024                                                                    |
| Oceanía                                             | Samoa                                   | 1  | Pablo VI 1970                                                                                                |
| Oceanía                                             | Islas Salomón                           | 1  | Juan Pablo II 1984                                                                                           |

1. ↑  Nombre cambiado a  Zaire en 1971, y revertido en 1997.
2. ↑  Nombre cambiado de  Alto Volta a Burkina Faso en 1984.
3. ↑  Hong Kong era colonia británica en 1970. Regresada a China en 1997.
4. ↑  Bangladesh era una provincia de Pakistán (bajo el nombre de Pakistán Oriental) hasta 1971, cuando obtuvo la independencia.
5. ↑  Nombre cambiado de Ceilán a Sri Lanka en 1972.
6. ↑  Provincia indonesia hasta 2002, cuando obtuvo la independencia.
7. ↑  Disuelta en 1993.
8. ↑  Nombre cambiado de Samoa Occidental a Samoa en 1997.